# Casearia grewiifolia
Casearia grewiifolia Vent. – gatunek rośliny z rodziny wierzbowatych (Salicaceae Mirb.). Występuje naturalnie w Indiach, Tajlandii, Laosie, Wietnamie, Kambodży, Malezji, Indonezji, na Filipinach, w Papui-Nowej Gwinei oraz Melanezji. 

## Morfologia
PokrójZrzucające liście drzewo lub krzew dorastające do 2–12 m wysokości.
LiścieBlaszka liściowa ma kształt od owalnie lancetowatego do owalnie podługowatego. Mierzy 6–19 cm długości oraz 3–8,5 cm szerokości, jest karbowana na brzegu lub prawie całobrzega, ma niemal sercowatą nasadę i spiczasty wierzchołek. Ogonek liściowy jest nagi i dorasta do 6–12 mm długości.
KwiatySą zebrane w pęczki, rozwijają się w kątach pędów. Mają 5 działek kielicha o jajowatym kształcie i dorastających do 2 mm długości. Kwiaty mają 8–10 pręcików.
OwoceMają elipsoidalny kształt i osiągają 2–3 cm średnicy.

## Biologia i ekologia
Rośnie na wybrzeżu, w lasach, zaroślach oraz na terenach skalistych, na obszarach nizinnych. 

## Zmienność
W obrębie tego gatunku wyróżniono trzy odmiany:
- Casearia grewiifolia var. cinerea (Turcz.) Sleumer
- Casearia grewiifolia var. hexagona (Decne.) Govaerts
- Casearia grewiifolia var. insularis (Vasudeva Rao & Chakrab.) Chakrab. & M.G.Gangop.